# 1913년 우드로 윌슨 대통령 취임식
우드로 윌슨의 제28대 미국 대통령으로서의 첫 취임식은 1913년 3월 4일 화요일, 워싱턴 D.C.에 있는 미국 국회의사당 동쪽 주랑에서 열렸다. 이것은 제32번째 미국 대통령 취임식이며, 우드로 윌슨의 첫 4년 임기 대통령직과 토머스 R. 마셜의 부통령직 시작을 기념했다. 대법원장 에드워드 D. 화이트가 윌슨에게 대통령 취임 선서를 집행했다.
취임 연설에서 윌슨은 미국과 미국 국민이 모범적인 도덕적 힘을 가진 존재라는 자신의 비전을 분명히 밝혔다. "세상 어느 곳에서도 고귀한 남녀들이 잘못을 바로잡고, 고통을 덜어주며, 약자를 강함과 희망의 길로 이끌려는 노력에서 공감과 도움, 조언의 아름다움과 에너지를 이보다 더 인상적인 형태로 보여준 적이 없습니다." 윌슨은 취임식이 이러한 행사에 부적절하다고 생각하여 축하를 위한 취임 무도회는 열리지 않았다.
취임식 전날, 윌슨은 워싱턴에 도착하면 기차역에서 많은 군중을 만날 것으로 예상했다. 그러나 더 많은 사람들이 앨리스 폴이 조직한 여성 참정권 행진을 보고 있었다.
이 행사는 키네마컬러 컴퍼니 오브 아메리카에 의해 키네마컬러로 촬영되었다.

## 같이 보기
- 우드로 윌슨 행정부
- 1917년 우드로 윌슨 대통령 취임식
- 1912년 미국 대통령 선거